# Atlides dahnersi
Espèce
Atlides dahnersi est une espèce de papillons de la famille des Lycaenidae, de la sous-famille des Theclinae et du genre Atlides.

## Dénomination
Atlides dahnersi a été décrit par Zsolt Bálint (d), Luis Miguel Constantino (d) et Kurt Johnson (d) en 2003.

### Noms vernaculaires
Atlides dahnersi se nomme Dahners' Hairstreak en anglais.

## Description
Atlides dahnersi est un petit papillon avec une courte fine queue à chaque aile postérieure. Le dessus est de couleur noire avec une plage bleu outremer en triangle à partir de la base aux ailes antérieures et aux ailes postérieures.
Le revers est vert jaune sombre très marqué de veines noires et les ailes postérieures sont presque totalement noires.

## Écologie et distribution
Il réside en Colombie.

### Protection
Pas de statut de protection particulier.